# Национально-территориальное размежевание в СССР

Советская Средняя Азия в 1922 году

Национальное размежевание в СССР — процесс выделения в составе Советского Союза национальных административно-территориальных единиц (союзных социалистических  республик, автономных ССР, автономных областей и округов). 
Национальное разделение (размежевание) было частью более широкого процесса изменения административно-территориального устройства советского государства, в ходе которого некоторыми учитывались также экономические и политические причины. В большинстве случаев после национального размежевания следовала коренизация. Этот процесс периодически сопровождался принудительными депортациями населения (см. депортации народов в СССР), в том числе русского (см. депортация терских казаков).

## Идеология
В соответствии с доктриной ленинизма каждая нация имела безусловное (не зависящее от международного права) право на самоопределение, что подразумевало не только право на язык, но создание административно-территориальных единиц. Помимо языка каждая нация имела территорию своего проживания и предполагала наличие общеэкономических связей. Национальное размежевание учитывало наличие национальных движений. Отсюда возникала своеобразная «иерархия» народов:
1. нации «союзных республик» (украинцы, белорусы, грузины, армяне, азербайджанцы, казахи, киргизы, туркмены, узбеки, таджики, эстонцы, латыши, литовцы, молдаване).
2. нации и национальности «автономных республик» (татары, башкиры, абхазы, калмыки, каракалпаки, карелы, коми, буряты, якуты, удмурты, марийцы, мордва, осетины, ингуши, чеченцы, балкарцы, поволжские немцы, чуваши, тувинцы)
3. национальности «автономных областей»[2] (адыгейцы, алтайцы, евреи, карачаевцы, черкесы, хакасы), «округов» (коми-пермяки, чукчи, коряки, ненцы, эвенки) или «районов» (нанайцы),
4. народности без статуса (ещё в 1913 году Сталин упоминал об ингилойцах[1], никак не выделялись алеуты, эскимосы, ительмены, дунгане, саамы и цыгане).

Иногда статус нации менялся: Карело-Финская ССР в 1956 году утратила привилегии союзной республики, а казахи, киргизы и таджики из автономных республик получили союзные. Дагестан и Аджария получили статус «автономной республики» при отсутствии единого языка (аджарцы говорят на грузинском, а Дагестанская АССР представляла собой конгломерат народностей). Статус немцев, у которых была своя автономная республика, в 1941 году был упразднён: Указом Президиума Верховного Совета СССР республика была ликвидирована — разделена между Саратовской (15 кантонов) и Сталинградской (7 кантонов) областями.

## Формирование социалистических наций
На момент национального размежевания не все нации были сформированы, а некоторые пришлось формировать искусственно.
Некоторые народы разделялись. Так, среднеазиатское ираноязычное население было выделено в нацию таджиков также с кириллическим алфавитом. Осетины были разделены на две республики, а адыги разделены на адыгейцев, кабардинцев и черкесов.
Другие народности, наоборот, сливались в одну нацию. Так, сваны и мингрелы (их Сталин считал в 1913 году отдельными народами) были присоединены к грузинам, памирские народы к таджикам, мокшане и эрзяне стали мордовцами. Сарты были присоединены к узбекам.
Названия ряда народов подверглись переименованиям. За локальной группой, называемых «закавказские тюрки» (или «закавказские татары», под таким именем они были известны Сталину в 1913 году) не без влияния партии «Мусават», закрепилось название азербайджанцев. Тунгусы стали эвенками, ламуты — эвенами, вогулы — манси, гиляки — нивхами.
Важную роль в формировании социалистических наций играли газеты на национальных языках, под чтение которых в ходе борьбы с безграмотностью в школах преподавался национальный язык. В союзных республиках для формирования национальной интеллигенции создавался национальный театр, снимались фильмы об исторических персонажах, претендующих на роль национальных героев. Также в ходе паспортизации вводилась пятая графа с указанием национальности.
Национальные символы были однотипны. Флаг был обязательно красным с золотым серпом и молотом в верхней части у древка (Флаг СССР, флаг РСФСР, флаг УССР). Национальное своеобразие символизировали аббревиатура республики, либо синие, белые или зелёные полоски. Герб обычно представлял собой вариацию герба СССР с серпом и молотом на фоне лучей восходящего солнца в обрамлении снопов, перевязанных лентой с надписью «Пролетарии всех стран, соединяйтесь!» с добавлением символов, выражавших культурные и природные особенности нации. Азербайджан добавлял хлопок и нефтяную вышку, Армения — горы и виноград, Белоруссия — клевер, Латвия — море, Эстония — хвойные ветки. В верхней части герба была обязательная красная пятиконечная звезда.

## Европейская часть
В европейской части СССР было три союзных республики:
— Российская СФСР, в её составе были образованы многочисленные национальные образования — Трудовая коммуна немцев Поволжья (1918), Башкирская Советская Республика (1919), Карельская трудовая коммуна (1920), Марийская автономная область (1920), Чувашская автономная область (1920), Вотская автономная область (1920), Татарская АССР (1920), Автономная область Коми (Зырян) (1921), Крымская АССР (1921), Коми-Пермяцкий национальный округ (1925), Мордовский округ (1928), Ненецкий национальный округ (1929), частично в европейской части РСФСР располагалась Киргизская (позже Казахская) АССР (1920); в составе европейской части РСФСР существовало большое число национальных районов.
— Украинская ССР, в составе которой была образована Молдавская АССР (1924) и целый ряд национальных районов, в том числе Мархлевский польский национальный район (1925).
— Белорусская ССР, в которой официальными были объявлены 4 языка: белорусский, идиш, польский и русский, в составе республики был образован Дзержинский польский национальный район (1932).

### Кавказ
На момент национального размежевания на Кавказе уже существовал ряд национально-государственных образований. Из Азербайджана была выделена Нагорно-Карабахская автономная область. Горская АССР была разделена на ряд более мелких фрагментов: Балкарию, Кабарду, Чечню, Северную Осетию и Карачай. Абхазия в 1931 году была присоединена к Грузии с сохранением автономии.

## Средняя Азия

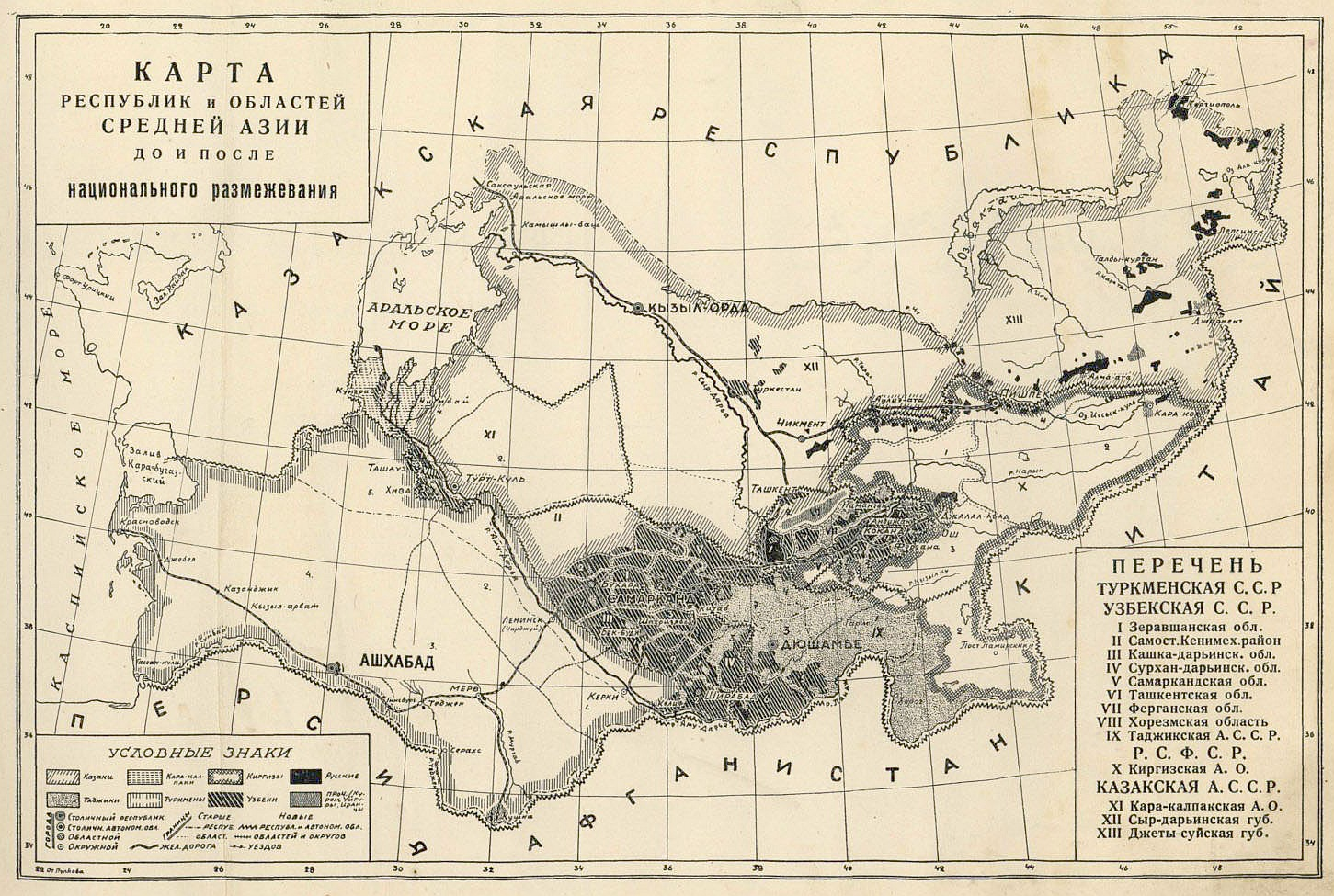
Карта 1928 года с границами республик и областей Средней Азии до и после национального размежевания. Казахская АССР в 1925—1936 гг. носила наименование Казакская.

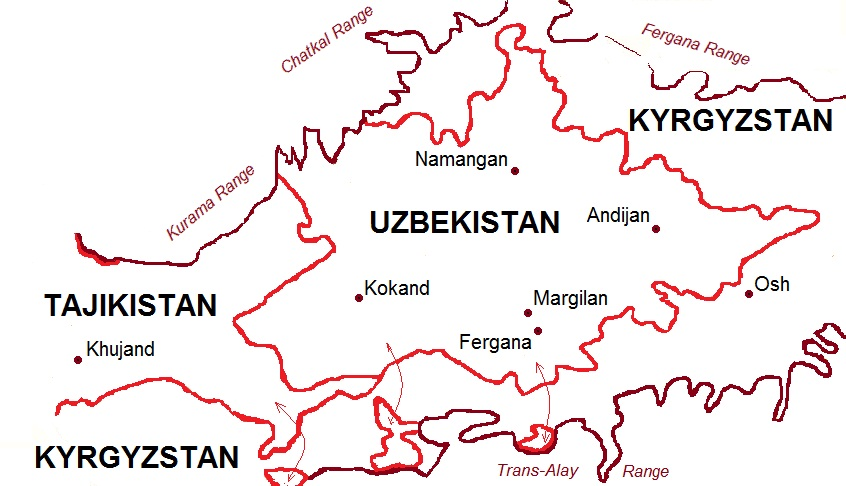
Раздел Ферганской долины между союзными республиками

Карта национально-государственного разграничения республик Средней Азии (1924—1925)

На момент национального размежевания на территории советской Средней Азии существовало четыре крупных административно-территориальных единицы: Киргизская АССР (центр в Оренбурге) и Туркестанская АССР (центр в Ташкенте) в составе РСФСР, Бухарская Социалистическая Советская Республика и Хорезмская Социалистическая Советская Республика. Первыми 27 октября 1924 года были образованы Узбекская ССР (со столицей в Бухаре) и Туркменская ССР (Договор об образовании СССР был распространён на Узбекскую ССР постановлением 3-го съезда Советов СССР от 13.5.1925).
Образованная 14 октября 1924 Таджикская АССР (бывшая Восточная Бухара) на правах автономии была включена в Узбекскую ССР и лишь 26 октября 1929 была выделена в отдельную союзную республику.
В 1924—1925 годах границы существующих государственных образований на территории Средней Азии были полностью пересмотрены в соответствии с теорией самоопределения народов и национальной автономизации. При этом далеко не всегда принимались во внимание существовавшие социально-хозяйственные комплексы.
Так, территория Ферганской долины (в значительной мере соответствовавшая бывшему Кокандскому ханству) была разделена между Узбекской ССР и Кара-Киргизской АО в составе РСФСР (Ош). Земли, примыкавшие к оазису с севера были переданы Казахской АССР (Чимкент, Аулие-Ата). С повышением статуса автономий территория оказалась разделённой между четырьмя союзными республиками.
В апреле 1924 года ВЦИК РСФСР наградил «пролетариат Ташкента» орденом Красного знамени «за заслуги, оказанные рабочими города Ташкента, как одного из центров обороны против империалистического натиска». В качестве основы при проведении границ был выбран национально-политический принцип, однако его реализация затруднялась целым рядом факторов, требующих компромиссов: чересполосностью национального состава отдельных территорий, тяготением территорий к определённым торговым центрам, путям сообщения, ирригационным сооружениям.
Казахи претендовали на Ташкент, несмотря на то, что не составляли там большинства населения, поскольку Ташкент располагался на территории, населённой преимущественно узбеками, которая узкой полосой далеко вдавалась в территории, населённые казахами. Даже после отказа от идеи включения Ташкента в состав казахской автономии — Киргизской АССР — сохранялись настоятельные требования включения в её состав ряда волостей Ташкентского уезда, на которых располагались головные сооружения каналов, питающих Ташкент.
27 октября 1924 года в результате национально-территориального размежевания большая часть Сырдарьинской области передана в состав Киргизской (Казакской) АССР.
Оставшаяся небольшая часть (Ташкент и треть Ташкентского уезда) вошли в состав Узбекской ССР.
По воспоминаниям члена Президиума ЦИК СССР В. Молотова: «Создание среднеазиатских республик и границы — это целиком сталинское дело. Острая борьба шла — казахи, например, их верхушка, дрались за Ташкент, хотели, чтобы он был их столицей… Сталин собрал их, обсудил это дело, посмотрел границы и сказал: Ташкент — узбекам, а Верный, Алма-Ата — казахам».
В итоге в 1930 году столица Узбекской ССР была перенесена из Самарканда в Ташкент.
Территория бывшего Хивинского ханства была разделена между Узбекской ССР (Новый Ургенч, Хива), Каракалпакской АО (Кунград) и Туркменской ССР (Ташауз, Куня-Ургенч).
Из многочисленного спектра тюркоязычных народов и племён были выделены киргизы (казахи), кара-киргизы (киргизы), каракалпаки, узбеки и туркмены как центры этнической консолидации. Территория сплошного ираноязычного заселения была консолидирована вокруг таджикского национального самосознания.
| Принадлежность территории                          | Принадлежность территории          | Принадлежность территории                                            |
| До размежевания                                    | До размежевания                    | После размежевания                                                   |
| Туркестанская АССР РСФСР                           | Амударьинская область              | Кара-Калпакская АО Киргизской АССР РСФСР                             |
| Туркестанская АССР РСФСР                           | Семиреченская область              | Киргизская АССР РСФСР Кара-Киргизская АО РСФСР                       |
| Туркестанская АССР РСФСР                           | Самаркандская область              | Узбекская ССР                                                        |
| Туркестанская АССР РСФСР                           | Сырдарьинская область              | Киргизская АССР РСФСР Узбекская ССР                                  |
| Туркестанская АССР РСФСР                           | Туркменская (Закаспийская) область | Туркменская ССР                                                      |
| Туркестанская АССР РСФСР                           | Ферганская область                 | Кара-Киргизская АО РСФСР Таджикская АССР Узбекской ССР Узбекская ССР |
| Хорезмская ССР (до 30 октября 1923 Хорезмская НСР) | Киргиз-Каракалпакская АО           | Кара-Калпакская АО Киргизской АССР РСФСР                             |
| Хорезмская ССР (до 30 октября 1923 Хорезмская НСР) | Туркменская АО                     | Туркменская ССР                                                      |
| Хорезмская ССР (до 30 октября 1923 Хорезмская НСР) | Узбекская АО                       | Узбекская ССР                                                        |
| Бухарская ССР (до 19 сентября 1924 Бухарская НСР)  | Туркменская АО                     | Туркменская ССР                                                      |
| Бухарская ССР (до 19 сентября 1924 Бухарская НСР)  | Остальная часть                    | Таджикская АССР Узбекской ССР Узбекская ССР                          |
| -------------------------------------------------- | ---------------------------------- | -------------------------------------------------------------------- |

Дальнейшее развитие национальных образований после размежевания:
| Дата            | Казахстан                       | Каракалпакстан                               | Узбекистан    | Таджикистан                             | Горный Бадахшан                                                        | Киргизия                           | Туркменистан    |
| --------------- | ------------------------------- | -------------------------------------------- | ------------- | --------------------------------------- | ---------------------------------------------------------------------- | ---------------------------------- | --------------- |
| октябрь 1924    | Киргизская АССР в составе РСФСР | —                                            | Узбекская ССР | Таджикская АССР в составе Узбекской ССР | —                                                                      | Кара-Киргизская АО в составе РСФСР | Туркменская ССР |
| 2 января 1925   | -//-                            | —                                            | -//-          | -//-                                    | АО Горного Бадахшана в составе Таджикской АССР в составе Узбекской ССР | -//-                               | -//-            |
| 16 февраля 1925 | -//-                            | Кара-Калпакская АО в составе Киргизской АССР | -//-          | -//-                                    | -//-                                                                   | -//-                               | -//-            |
| 15 июня 1925    | Казакская АССР в составе РСФСР  | Кара-Калпакская АО в составе Казакской АССР  | -//-          | -//-                                    | -//-                                                                   | -//-                               | -//-            |
| 25 мая 1925     | -//-                            | -//-                                         | -//-          | -//-                                    | -//-                                                                   | Киргизская АО в составе РСФСР      | -//-            |
| 1 февраля 1926  | -//-                            | -//-                                         | -//-          | -//-                                    | -//-                                                                   | Киргизская АССР в составе РСФСР    | -//-            |
| 16 октября 1929 | -//-                            | -//-                                         | -//-          | Таджикская ССР                          | АО Горного Бадахшана в составе Таджикской ССР                          | -//-                               | -//-            |
| 20 июля 1930    | -//-                            | Кара-Калпакская АО в составе РСФСР           | -//-          | -//-                                    | -//-                                                                   | -//-                               | -//-            |
| 20 марта 1932   | -//-                            | Кара-Калпакская АССР в составе РСФСР         | -//-          | -//-                                    | -//-                                                                   | -//-                               | -//-            |
| 5 февраля 1936  | Казахская АССР в составе РСФСР  | -//-                                         | -//-          | -//-                                    | -//-                                                                   | -//-                               | -//-            |
| 5 декабря 1936  | Казахская ССР                   | Кара-Калпакская АССР в составе Узбекской ССР | -//-          | -//-                                    | Горно-Бадахшанская АО в составе Таджикской ССР                         | Киргизская ССР                     | -//-            |

## Значение
Национально-государственное размежевание советских республик Средней Азии, территориально-государственного преобразования 1924—1925, осуществлённые Советским государством на основе национальной политики, проводимой Коммунистической партией, были один из этапов строительства союзного советского социалистического государства. Вместе с тем, незавершённость национально-территориального размежевания заложила семена межнациональной розни, которые дали о себе знать при ослаблении союзной власти: Карабахский конфликт, Ошские события 1990 года, грузино-абхазский и грузино-осетинский конфликты, потенциальный грузино-армянский конфликт (в Ахалкалакском регионе), грузино-азербайджанский конфликт (Квемо-Картли), кыргызо-таджикский конфликт (вокруг этнически таджикских анклавов и потенциально вокруг кыргызских Мургабского и Джиргатальского районов в Таджикистане).